# نويل كيارني
نويل كيارني (بالإنجليزية: Noel Kearney)‏ (7 أكتوبر 1942 في المملكة المتحدة - ) هو لاعب كرة قدم بريطاني في مركز جناح ‏. لعب مع كولتشستر يونايتد ونادي تشيلمسفورد.